# 中村翫右衛門 (2代目)
二代目 中村 翫右衛門（なかむら かんえもん、嘉永4年10月14日〈1851年11月7日〉 - 1919年〈大正8年〉4月27日）は歌舞伎俳優。本名、三井 梅之助。初名、初代中村梅之助、梅雀から1913年中村翫右衛門と改名。4代目市川門之助、4代目中村芝翫の門弟。三代目中村翫右衛門は次男金次郎。屋号、駒村屋。
故郷は上州本庄で、長兄の中村芝三郎、次兄の梅三郎とともに深谷で地方歌舞伎の劇団「児桜座」を組み、旅回りなどをしていた。明治初期に20代で一座を離れて上京し、浅草の小芝居小屋「柳盛座」の役者となり、中村梅雀を名乗る。人気役者として柳盛座座長を務め、39歳のときに、東京市下谷区竹町で小間物の行商していた三井鋳三郎の娘婿となった。明治末頃になると庶民の娯楽であった小芝居は活動写真に客を奪われるようになり、見切りをつけた梅の助は次男の金次郎とともに明治44年に大芝居の歌舞伎俳優五代目中村歌右衛門の一門に弟子入りする。